# Baía Érebo

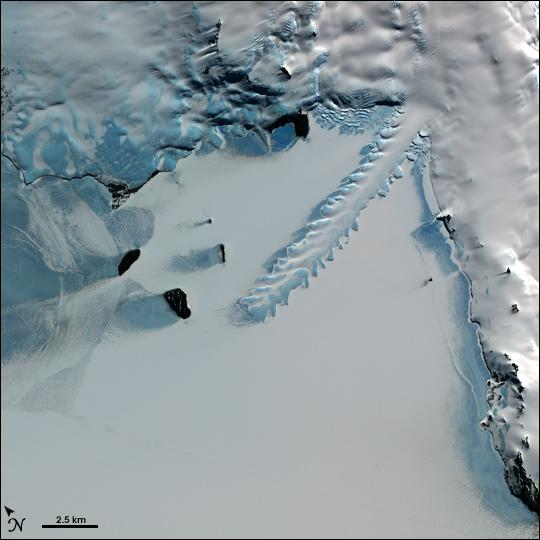
Língua de gelo Erebus, originária do glaciar Erebus, do Monte Erebus, Ilha Ross, Antártida

A baía Érebo ou baía Erebus é uma baía de cerca de 13 milhas náuticas (24 km) de largura entre o cabo Evans e a península Hut Point, no lado oeste da ilha de Ross, na Antártida.
A baía foi explorada pela expedição Discovery (1901–04) sob o comando de Scott. Foi nomeada pela segunda expedição de Scott, a Expedição Antártica Britânica (1910–13), que construiu seu quartel no cabo Evans. A baía é dominada pelas encostas do Monte Érebo.
 Este artigo incorpora material em domínio público  de United States Geological Survey   , documento "Baía Érebo" (conteúdo do Geographic Names Information System).